# Кавказ (очерк)
«Кавказ» (фр. Le Caucase: Impressions de voyage; suite de En Russie) — путевые заметки французского писателя Александра Дюма-отца, книга посвящена его трехмесячному пребыванию на Кавказе во время путешествия по России в 1858—1859 годах. В апреле 1859 года в Париже вышло его трёхтомное произведение рассказов о Кавказе.

## Описание
Книга «Кавказ» в первых главах повествует об истории Кавказа, начиная с древних мифов, легенд, автор доводит эту историю до современной эпохи Дюма. Он описывает народы населяющие Кавказ, об их обычаях, традициях и борьбе за независимость, о религиозных устоях, о народных героях.
Книга иллюстрирована репродукциями с картин художников работавших в тот период на Кавказе Т. Горшельта, Г. Гагарина, спутника и помощника А. Дюма Жан-Пьера Муане и других. В издании использованы материалы фотоархивов А. Дюма. «Кавказ» не просто рассказ писателя о путешествии по Кавказу но и документ эпохи, писатель описывает войну горцев с российскими войсками.
Дюма путешествовал по Кавказу в не спокойное время, там продолжалась Кавказская война, автор хотел встретиться с имамом Шамилем, у европейских публицистов в тот период сложился романтизированный образ Шамиля как героя Кавказа, однако писателю это не удалось.

## Переводы
- В 1861 году в сокращенном виде книга была переведена на русский язык под названием «Кавказ. Путешествие Александра Дюма».
- В 1964 и в 1970 годах книга «Кавказ» дважды издана на грузинском языке[3].

## Экранизации
- 1979 — «Дюма на Кавказе», СССР, режиссёр Хасан Хажкасимов

### Иллюстрации

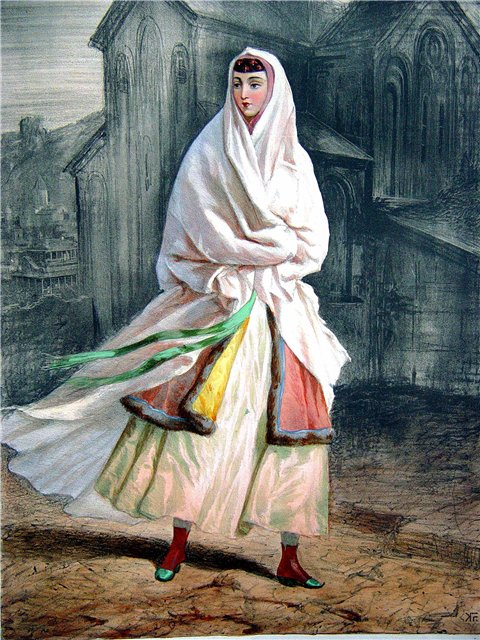
Грузинка
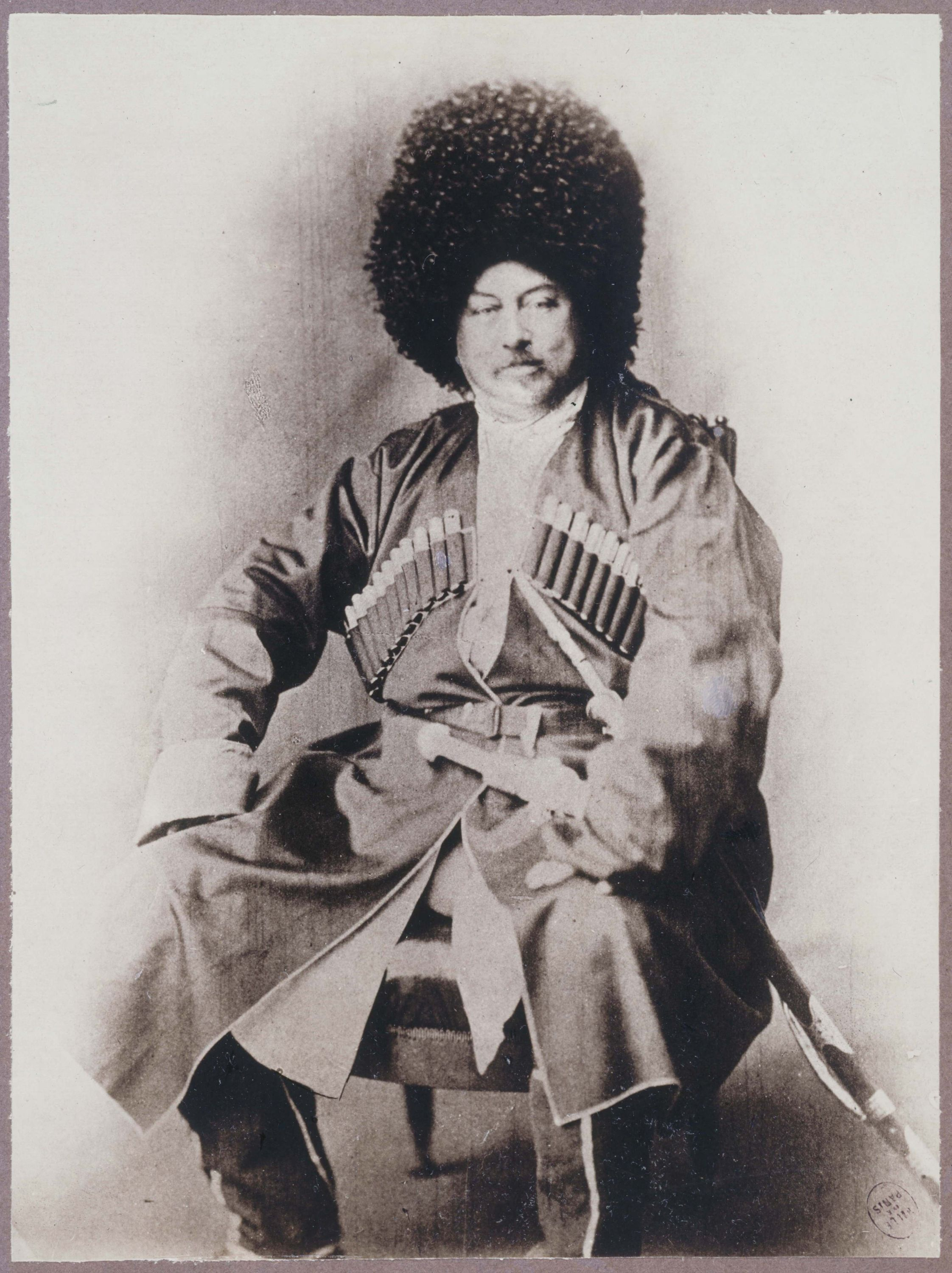
Дюма в черкеске